# Тимашевский сельсовет (Московская область)
Тимашевский сельсовет — упразднённая административно-территориальная единица, существовавшая на территории Московской губернии и Московской области до 1954 года.
Тимашевский сельсовет был образован в первые годы советской власти. В 1921 году он входил в состав Тимошевской волости Волоколамского уезда Московской губернии.
В 1924 году из Тимашевского с/с был выделен Стремоуховский с/с.
По данным 1926 года в состав сельсовета входили 3 населённых пункта — Тимошево, Крюково и Терентьево, а также 5 хуторов и 2 будки.
В 1929 году Тимашевский сельсовет был отнесён к Волоколамскому району Московского округа Московской области. При этом к нему был присоединён Козинский с/с.
9 мая 1952 года в Тимашевский с/с из Привокзального были переданы селения Пагубино и Холстниково.
14 июня 1954 года Тимашевский с/с был упразднён. При этом его территория была передана в Привокзальный сельсовет.